# Contractresearch
Contractresearch is een samenwerkingsverband waarbij een bedrijf (of persoon of overheid) opdracht geeft aan een onderzoeksinstelling om onderzoek (research) te verrichten. De onderzoeksinstelling ontvangt hiervoor een betaling.
De redenen om onderzoek uit te laten voeren door een onderzoeksinstelling zijn divers: de onderzoeksinstelling kan meer kennis van een bepaald onderwerp hebben dan de opdrachtgever, de onderzoeksinstelling kan betere en/of duurdere apparatuur beschikbaar hebben, of de opdrachtgever kan te weinig personeel hebben om het onderzoek zelf uit te voeren.
Voorbeelden van Nederlandse instellingen die veel contractresearch uitvoeren zijn: TNO, FOM, ECN en universiteiten.